# 2:00PM Time For Change
"2:00PM Time For Change"는 대한민국의 음악 그룹 2PM의 싱글 음반으로, 2009년 4월 16일에 발표되었다. 당시 2PM의 멤버였던 박재범이 참여한 마지막 앨범이기도 하다.

## 수록곡
1. What Time Is It Now
2. Again & Again(타이틀곡)
3. 니가 밉다(후속곡)
4. 돌아올지도 몰라
5. Again & Again (R＆B Mix)
6. Again & Again (Inst.)
7. 니가 밉다 (Inst.)
8. 돌아올지도 몰라 (Inst.)